# Казариј Лапен
Казариј Лапен (фр. Cazaril-Laspènes) насеље је и општина у јужној Француској у региону Миди Пирене, у департману Горња Гарона која припада префектури Сен Годан.
По подацима из 2011. године у општини је живело 23 становника, а густина насељености је износила 9,7 становника/km². Општина се простире на површини од 2,37 km². Налази се на средњој надморској висини од 970 m (максималној 1.560 m, а минималној 672 m).

## Демографија
| 1962. | 1968. | 1975. | 1982. | 1990. | 1999. | 2011. |
| ----- | ----- | ----- | ----- | ----- | ----- | ----- |
| 26    | 30    | 27    | 17    | 17    | 19    | 23    |

График промене броја становника у току последњих година